# Gustavo Bombin Espino
Gustavo Bombin Espino OSsT (* 24. September 1960 in San Llorente) ist ein spanischer Ordensgeistlicher und römisch-katholischer Erzbischof von Toliara.

## Leben
Gustavo Bombin Espino trat dem Trinitarierorden bei und empfing am 21. März 1987 die Priesterweihe. 
Papst Johannes Paul II. ernannte Gustavo Bombin Espino am 4. Oktober 2003 zum Bischof von Tsiroanomandidy. Die Bischofsweihe spendete ihm der Erzbischof von Antananarivo, Armand Gaétan Kardinal Razafindratandra, am 8. Februar des nächsten Jahres im Stadion von Tsiroanomandidy; Mitkonsekratoren waren Antoine Scopelliti OSsT, Bischof von Ambatondrazaka, und Fulgence Rabeony SJ, Erzbischof von Toliara.
Papst Franziskus ernannte ihn am 8. Februar 2017 zum ersten Bischof des mit gleichem Datum errichteten Bistums Maintirano.
Vom 13. November 2018 bis zum 12. Februar 2023 verwaltete er zusätzlich das vakante Bistum Mahajanga als Apostolischer Administrator.
Am 22. Juli 2023 ernannte ihn Papst Franziskus zum Erzbischof von Toliara. Die Amtseinführung fand am 1. Oktober desselben Jahres statt.